# Gastone Lanfredini

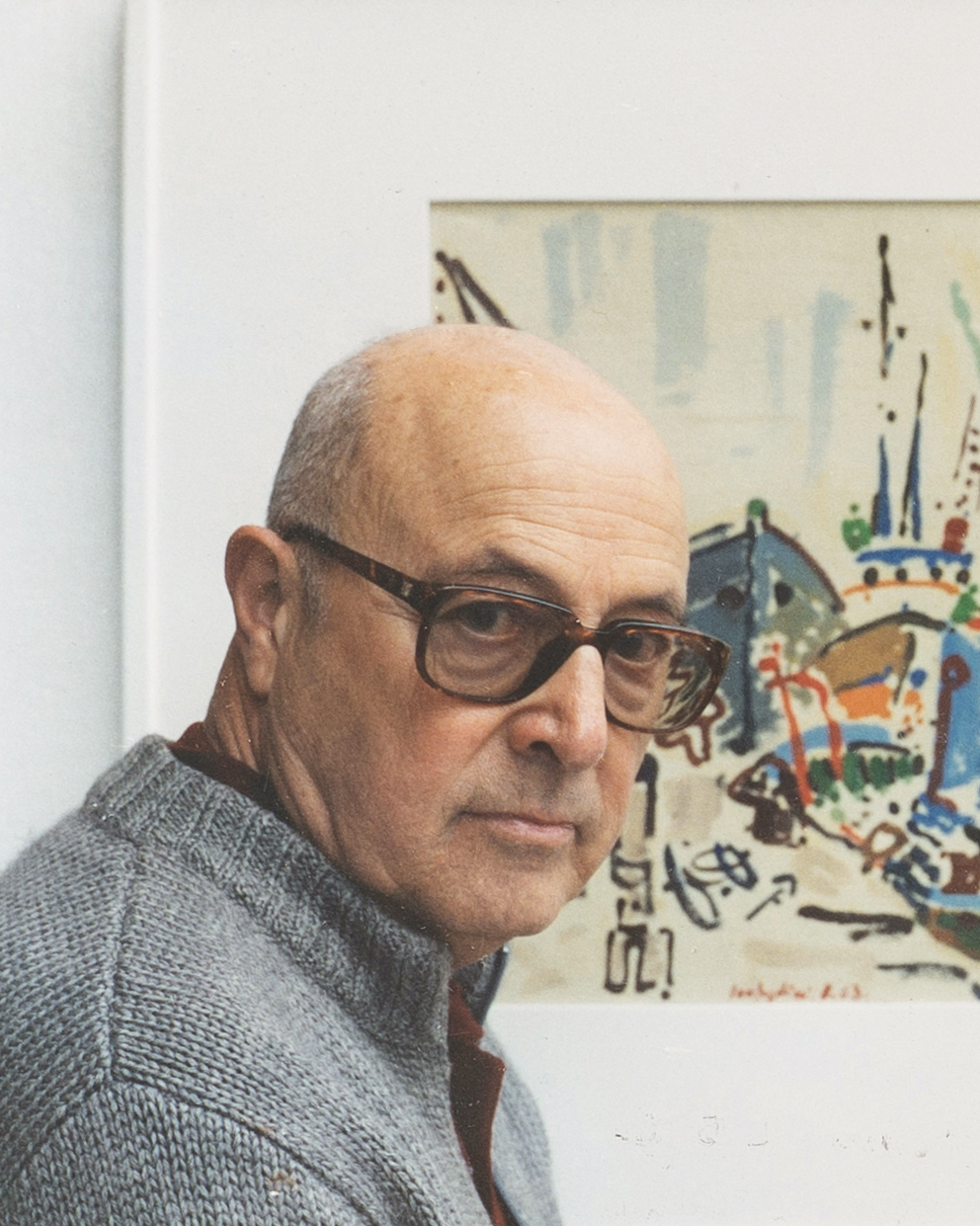
Gastone Lanfredini nel 1993

Gastone Lanfredini (Firenze, 18 luglio 1923 – Sansepolcro, 15 aprile 2005) è stato un artista e pittore italiano.

## Biografia
Nasce a Firenze il 18 luglio 1923, figlio unico di Maria Brizzi, casalinga con doti di alta sartoria e Fernando Lanfredini, impiegato, calligrafo e studioso di storia e culture esoteriche. Gastone Lanfredini trascorre la prima parte della sua vita a Firenze, nella zona d'Oltrarno di Borgo San Frediano. Fin da ragazzo dimostra passione per l'arte, alimentata dagli insegnamenti del pittore Vieri Torelli. A poco più di vent'anni si laurea in fisica, presso la sede di Arcetri dell'Università di Firenze, dove ha la possibilità di studiare matematica con la supervisione di Giovanni Sansone.

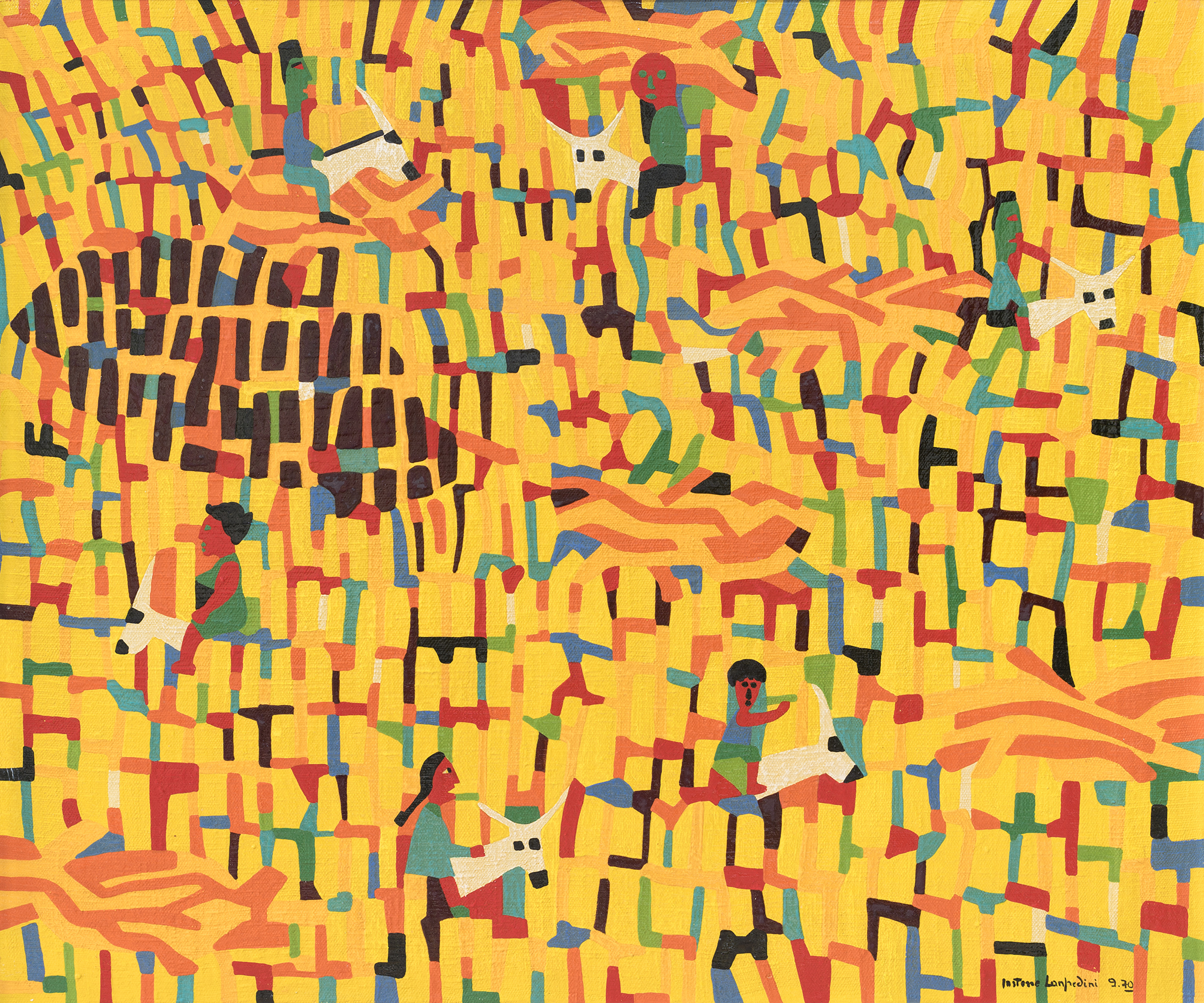
Gastone Lanfredini, Biondo a Talamone, 1970. Tempera grassa su tela, 50x60 cm

Alla fine della Seconda Guerra Mondiale si trasferisce a Sansepolcro per un impiego momentaneo come istitutore privato di matematica in casa Buitoni. La sua pittura, nel frattempo, abbandona gradatamente lo stile figurativo a favore di uno stile proto-astratto, graficizzato e fumettistico caratterizzato da forme frammentate geometricamente. Ai colori ad olio si sostituisce l'utilizzo di dodici colori a tempera dati a campiture nette. La vita in Val Tiberina segna un nuovo periodo tematico centrato sulla rappresentazione della natura nelle sue forme più minime. Dal 1975 la schematizzazione delle forme, avviata nei decenni precedenti, si fa definitivamente geometria e adesione all'Arte concreta, dove armonia, proporzioni matematiche e composizioni coloristiche e formali creano una nuova realtà dipinta, indipendente da quella esperita. Gli oggetti che immediatamente prima dello slancio verso il Concretismo mantengono ancora traccia della sinuosità e veridicità del movimento e dell'impressione visiva finiscono poi, alla fine del processo di astrazione, per essere governati da due sole leggi: forme ideali prevalentemente rigide (quadrati e triangoli) e ritmo compositivo. Lo sfondo teorico è quello del sodalizio tra geometria, matematica e musica. Il fine è il coglimento, al contempo intellettuale e intuitivo, della massima semplicità (espressione ricorrente negli appunti di lavoro), cioè del massimo grado di allontanamento dalla contingenza e conseguente progressivo congelamento dell’instabile e del perpetuo movimento nella rigidità e stabilità della forma. Ma l'arte concreta di Lanfredini dimostra di superare le dicotomie, mantenendo una costante attenzione alla natura. Infatti è lo stesso Lanfredini ad appuntarsi, tra documenti di studi compositivi e bozzetti, citando Goffredo Parise, che l’erba è verde.

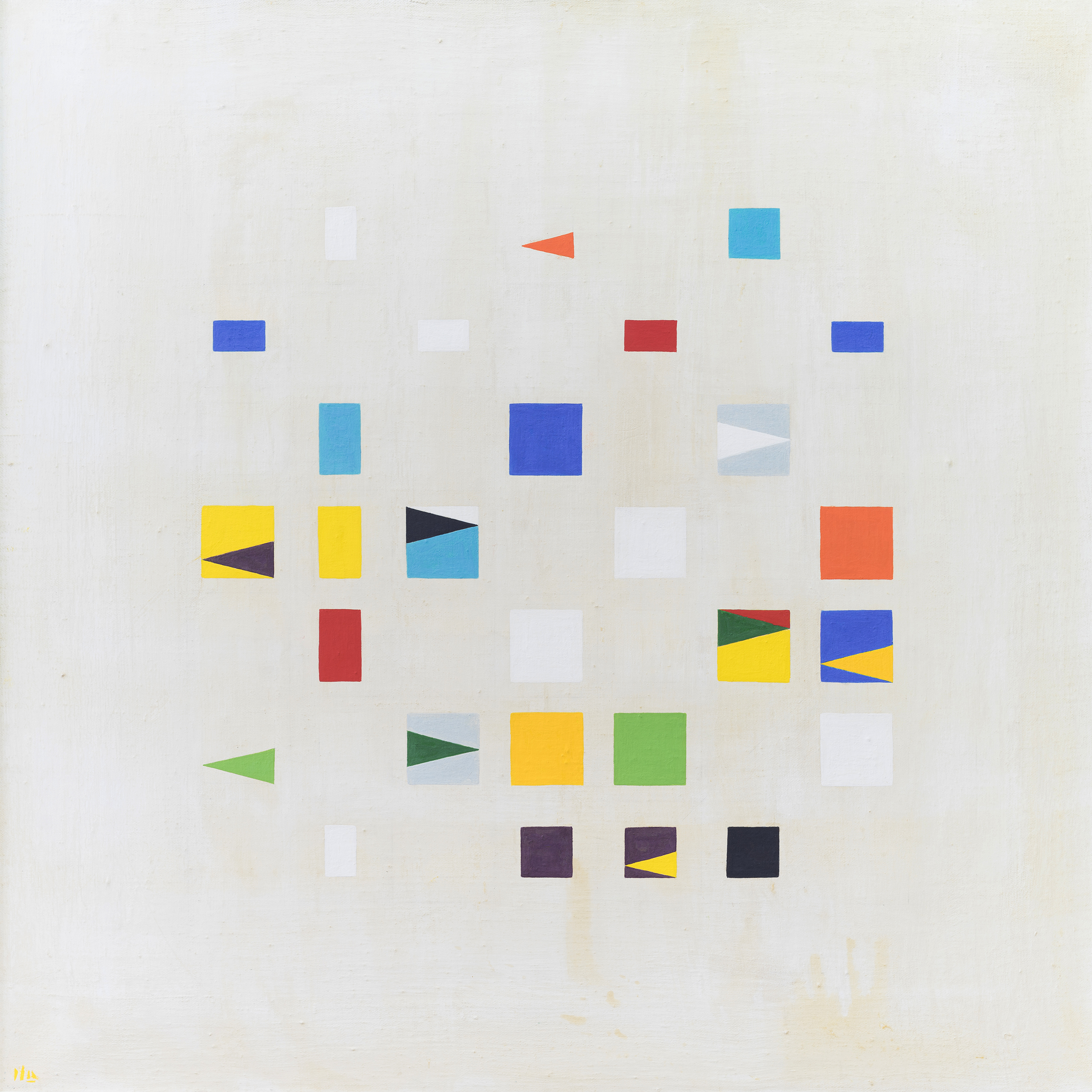
Gastone Lanfredini, Composizione A1AB, 1997. Tempera grassa su tela, 65x65 cm

Quest'ultima fase della sua opera verrà mostrata pubblicamente solo dieci anni dopo, nel 1985, in occasione della mostra Gastone Lanfredini. Dall'astratto alla pittura concreta (1970-1985) tenutasi a Sansepolcro, cui seguiranno numerose mostre personali e collettive, l'ultima delle quali a Neuchâtel, in Svizzera, nel 2003.
Dal maggio 2003 il Museo Civico di Sansepolcro è proprietario di dieci opere di Gastone Lanfredini.
Lanfredini muore a Sansepolcro il 15 aprile 2005.

## Esposizioni personali (parziale)
- 1960: Galleria Il sottoscala, Città di Castello.
- 1962: Galleria L'Incontro, Arezzo.
- 1965: Galleria L'Incontro, Arezzo.
- 1966: Galleria La Mossa, Siena.
- 1968: Galleria Giotto 5, Assisi.
- 1968: Galleria Il Pozzo, Città di Castello.
- 1969: Galleria La Virgola, Fabriano, Ancona.
- 1970: Galleria d'arte Porto Ercole, Porto Ercole.
- 1971: Galleria Montenapoleone 6a, Milano.
- 1971: Galleria d'arte Il cenacolo, Vicenza.
- 1973: Galleria Linea 70, Sansepolcro, Arezzo.
- 1974: Galleria Montenapoleone 6a, Milano.
- 1975: Galleria Il Pozzo, Città di Castello, Perugia.
- 1975: Galleria Ca' vegia, Lecco.
- 1985: Comune di Sansepolcro, Sansepolcro. Gastone Lanfredini. Dall'astratto alla pittura concreta (1970-1985).
- 1990: Galleria Linea 70, Sansepolcro. Gastone Lanfredini. Un itinerario nella pittura.
- 1990: Palazzo Pretorio, Sansepolcro. Giò Bini a Gastone Lanfredini.
- 1992: Chiesa di Sant'Agostino, Anghiari.
- 1993: Palazzo Pretorio, Sansepolcro. Testo di Donatella Pegazzano.
- 2023: Palazzo Alberti, Sansepolcro, Arezzo. Gastone Lanfredini. Dal sensibile all’essenza. Cento anni dalla nascita 1923-2023. A cura di Giulia Mozzini, Niccolò Di Virgilio e Gabriele Di Virgilio (postuma)

## Esposizioni collettive (parziale)
- 1964: Premio Venanzio Gabriotti, Città di Castello.
- 1967: Mostra d'arte moderna alla galleria Il Pozzo, Città di Castello.
- 1968: Mostra d'arte moderna alla galleria La luna 1 e 2, Perugia.
- 1969: Mostra d'arte moderna alla galleria Il Pozzo, Città di Castello.
- 1969: 1º  premio nazionale di pittura Domenico Caldara, Foggia.
- 1969: 2º Concorso nazionale di pittura, Villa Poma.
- 1969: Premio nazionale di pittura e grafica Città di Sermide, Sermide.
- 1969: 4º premio Sulmona delle arti, Sulmona.
- 1969: Mostra d'arte moderna alla galleria Il Pozzo, Città di Castello.
- 1970: 2º premio Primavera, mostra nazionale di pittura e bianco e nero, Foggia.
- 1970: 4º mostra nazionale Italia bianco e nero, Palazzo Pretorio, Arezzo.
- 1970: Arezzo Pittura oggi, Palazzo delle Statue, Arezzo.
- 1970: 1º mostra d'arte contemporanea, Palazzo dei governatori, Visso.
- 1970: 3º Concorso nazionale di pittura, Villa Poma.
- 1970: Galleria d'arte moderna Puccini, Ancona.
- 1970: Premio nazionale di pittura Il cassero, Castiglion Fiorentino.
- 1970: Galleria Spazio, Napoli.
- 1970: Mostra d'arte moderna alla galleria Linea 70, Sansepolcro.
- 1970: 1º triennale nazionale di pittura contemporanea Mario Sironi, Napoli.
- 1970: Mostra d'arte contemporanea alla galleria Il Pozzo, Città di Castello.
- 1971: Collettiva di pittori italiani alla galleria d'arte moderna Puccini, Ancona.
- 1971: 3º premio Primavera, Foggia.
- 1971: 2º mostra d'arte contemporanea. Palazzo dei governatori, Visso.
- 1971: 1º concorso biennale di pittura Europa unita, Bergamo.
- 1971: 4º Concorso nazionale di pittura, Villa Poma.
- 1971: 7º premio Sulmona delle arti, Sulmona.
- 1971: 2º mostra nazionale di pittura Trofeo Arpi, Foggia.
- 1972: 5º premio nazionale di pittura Cadorago Lario, Como.
- 1972: Mostra d'arte moderna alla galleria Il Pozzo, Città di Castello.
- 1973: 2º mostra internazionale di arti figurative Città d'Asti, Asti.
- 1973: 5º premio Primavera, Foggia.
- 1973: Concorso nazionale di pittura La pèsca d’oro, Borgo d'Ale.
- 1973: 6º mostra nazionale di pittura contemporanea, Campo di Giove.
- 1976: Castello Mediceo, Malegnano.
- 1976: Galleria 13, Sansepolcro.
- 1978: Rassegna Pittura italiana oggi, Biblioteca Civica, Saronno.
- 1978: Mostra fiera d'arte moderna alla galleria Il Pozzo, Città di Castello.
- 1981: Galleria d'arte Raffaello, Città di Castello.
- 1983: Galleria Linea 70, Sansepolcro.
- 1996: Galleria d'arte nel Borgo, Sansepolcro.
- 2003: Mostra collettiva, Neuchâtel.

### Videografia
- Intervista a Gastone Lanfredini, Artisti in Valtiberina, Tevere TV, programma a cura di Michele Casini, da un'idea di Gio' Bini, 2000.